# 昭洋 (測量船・初代)
昭洋（JCG Shōyō、HL-01）は、海上保安庁の測量船。公称船型は2,000トン型。

## 来歴
海上保安庁水路部（現在の海洋情報部）では、従来から日本沿岸とその周辺海域について、その深さ、海底地質、海流、潮汐、潮流、地磁気の分布などを調査し、航海のための海図・水路誌として刊行してきた。その後、海運や漁業だけに留まらず、海洋開発や環境保全、災害対策の防止など、海を多目的に利用しようという機運を受けて、その基礎資料となる「海の基本図」が作成されることになった。
計画では、日本沿岸および大陸棚海域について、海底地形図・海底地質構造図・地磁気全磁力図・重力異常図を作成していくこととされており、1967年より、測量船「明洋」によって調査が開始された。しかし同船だけで日本周辺大陸棚海域の全調査を完遂するには数十年の歳月が必要で、とても社会の要請に応えられる状況ではなかった。
このことから、昭和45年度予算で2,000トン型測量船の建造が認められた。これが本船である。なお水路部では、前身組織の大日本帝国海軍水路部時代には「筑紫」（1,400トン）を保有したこともあったものの、海上保安庁に移行してからの保有船舶はいずれも1,000トンに満たず、大きさの面では不満が残っていたが、本船の就役によってこちらの問題も解消された。

## 設計
船質は鋼、船型は長船首楼型、航行区域は遠洋（国際航海）である。測量時には船体動揺を極力抑えることが望ましいが、性格上から漂泊ないし低速航行時が多いことを考慮して、減揺装置としては減揺タンクが採用された。また長期間の行動が多いことから、居住区は小人数の部屋割りとしたほか（士官・准士官は全て個室、科員も1つを除いて全て2人部屋）、追加の研究者の乗船も想定して、4人部屋の予備室4室を設けた。
主機関は2基で1軸を駆動する方式であり、観測時は主機1基のみでの低速運転も可能であった。主機関としては富士12VM32 H2Fディーゼルエンジン、推進器としては可変ピッチ・プロペラを採用しており、また精密な操船が必要な場合に備えて、バウスラスターも装備している。なお観測活動への影響を抑えるため、振動および機関騒音の低減が図られた。また測量作業中の安全確保のため、船首楼甲板右舷後部に後部操舵室が設けられた。
船尾甲板が作業甲板とされており、就役後に8トン・クレーンを装備したものの、比較的短期間で撤去された。採水・採泥などの資料収集は右舷および船尾で、排水は左舷で行うように配慮して機器類の配置が決定された。

## 装備
「海の基本図」の精度を確保するため、計測機器の基本構成は現用の「明洋」と同一とされたが、将来的なデジタル化を想定した整備がなされた。

### 測位・地形測量
測位方式としては、デッカチェーンの有効範囲内ではデッカ受信機を搭載して測位するが、それ以外の地域ではLORANを使用するため、LR-3Cローラン航跡記録装置を搭載した。
海底地形調査のため、本船は下記の2種類の音響測深機を搭載しており、その送受波器はバウスラスター前方の船底に設けられたドーム内に収納された。
- NS77浅海用音響測深機（周波数：18キロヘルツ、記録レンジ：40～200メートル）
- NS16A深海用音響測深機（周波数：12キロヘルツ、記録レンジ：1,000, 6,000, 12,000メートル）

なお従来の測量船では、LORANの測定値は測位記録、音響測深機の記録は測深記録にそれぞれ記帳されていたが、本船では観測機器制御装置が搭載されており、ロラン時間差測定値や水深、更に全磁力値なども自動的・統合的に作表されるようになった。

### 地質・地層調査
大陸棚およびその周辺の海底地質構造調査のため、深海用連続音波探査装置（サイズミック・プロファイラー）が搭載された。これは高圧空気によって海中で大きな振動を発生させ、これが海底およびその下の地層まで達したのちに跳ね返ってくる反射波を受振・解析することで、海底下の構造を探るものであった。
従来の地震探査では、振動を発生させるための音源としてダイナマイトなどが用いられていたが、本船では海中生物への影響を低減するため、高圧空気によって駆動されるエアガン（空圧発音器）を使用しており、高圧空気を発生させるために機械室内にコンプレッサーが設置された。また反響音を捉えるためのハイドロホンは長さ200メートルの電纜によって曳航されており、これを繰り出すため、右舷後部から外側に向けて張り出した腕木が設けられた。
またこのほか、採泥器として、柱状採泥器やチエバッグ採泥器、スミス・マッキンタイヤ採泥器も搭載された。

### 環境・海象調査
以前は海上磁気測定は鉄を用いない特殊構造の非磁気船によって行われていたが、この時期には曳航式の海上用プロトン磁力計が開発されたことで、通常の鋼鉄船でも全磁力の測定が可能となっており、本船にも搭載された。
「海の基本図」の一角を占める重力異常図のための重力計としては、東京大学海洋研究所が開発したTSSG（Tokyo Surface Ship Gravity meter）型海上重力計が搭載された。これは船上用String型重力計で、一般洋上を航走する観測船上で連続的に重力値を測定することができた。
一般海洋観測のためには、自記塩分・水温・深度測定装置（STD）、曳航式水温測定装置、電磁海流計（GEK）などが搭載された。

### 搭載艇
搭載艇は10メートル型測量艇2隻を想定したものの、実際は1隻のみのことが多かった。就役後期には、自航式無人海洋調査ブイ「マンボウ」の母船としても運用されていた。